# Округ Јунион (Илиноис)
Округ Јунион (енгл. Union County) је округ у америчкој савезној држави Илиноис.

## Демографија
По попису из 2010. године број становника је 17.808, што је 485 (-2,7%) становника мање 2000. године.
| Група             | 2000.          | 2010.          |
| Белци             | 17.407 (95,2%) | 16.454 (92,4%) |
| Афроамериканци    | 150 (0,8%)     | 156 (0,9%)     |
| Азијати           | 51 (0,3%)      | 54 (0,3%)      |
| Хиспаноамериканци | 481 (2,6%)     | 863 (4,8%)     |
| Укупно            | 18.293         | 17.808         |